# Friedrich Hebbel
Christian Friedrich Hebbel (Wesselburen, 18 maart 1813 – Wenen, 13 december 1863) was een Duits schrijver, de laatste vertegenwoordiger van het burgerlijk drama en de belangrijkste toneelauteur uit het realisme.

## Leven
Hebbel kende een zware, armoedige jeugd in een stadje in Dithmarschen, dat toentertijd in Denemarken lag. Hij was de zoon van een metselaar, die later dagloner werd. Tussen zijn vijftiende en tweeëntwintigste werkte Hebbel als loopjongen. Hij leefde tot 1848 van
de giften van mecenassen. Hebbel was een autodidact en valt deswege moeilijk in een bepaalde traditie in te delen. Hij was bovenal toneelschrijver, en staat aan het eind van een traditie van burgerlijke tragedies, zoals die begonnen was met Lessing.
Hebbels vader stierf reeds in 1827. De jonge Hebbel had weinig zin gehad in de handarbeid waartoe zijn milieu hem nillens willens had willen dwingen. Behept met een grote leergierigheid, las hij talloze boeken en werkte voor de parochievoogd. Hebbel was vastberaden los te breken uit het kleingeestige landbouwersmilieu waarin hij was opgegroeid, en zich op te werken in de maatschappij. Amalie Schoppe, een redactrice van een modeblad, bezorgde hem contacten met weldoeners die hem giften toestopten: op die manier kon hij verder naar school gaan. Elise Lensing, een naaister uit Hamburg met wie hij twee jong gestorven kinderen zou
krijgen, verschafte hem onderdak; met haar onderhield de jonge Hebbel een veelal wisselvallig bestaan. In 1836 studeerde hij een semester recht te Heidelberg, dat zonder resultaat bleef. Van 1836 tot 1839 studeerde Hebbel in München; deze periode werd gekenmerkt door doffe ellende. Hij slaagde er niet in, een vaste baan te vinden: gedesillusioneerd en met een immense eigenzinnigheid vatte hij in maart 1839 een voettocht
aan van München naar Hamburg. Hebbels wilskracht was dermate sterk dat hij, toen zijn hond die hem vergezelde niet meer verder kon, hij het dier oppakte en de rest van de reis droeg. Dit is een notoire, tekenende passage uit het leven van Hebbel: zijn hond was hem dierbaarder dan
de mensen. In die tijd begon Hebbel zijn eerste toneelstukken te schrijven. Judith, uit 1840, is een antwoord op Schillers Jungfrau von Orleans, dat echter door Nestroy geparodieerd werd, tot Hebbels niet geringe ontstemming. Hebbels Judith is een psychologiserend werk, dat de innerlijke tegenstrijdigheden van deze Bijbelse figuur exploreert. Nog in 1840 liet hij het te Berlijn opvoeren; de reacties waren gemengd maar zeer geïnteresseerd. Hij schreef daarop de komedie Der Diamant.
Hebbel verkreeg van de Deense koning Christiaan VIII een reisbeurs. Hij verliet Elise, die hem van afstand financieel bleef ondersteunen, en verbleef van 1842 tot 1843 in Kopenhagen, om vervolgens een jaar naar Parijs te trekken
en daarna naar Rome en Napels. Ten langen leste zat hij opnieuw zonder inkomstenbronnen: in 1843 schreef hij Genoveva, en in 1844 Maria Magdalene, dat een gelijkaardig soort miserie schildert als wat Hebbel persoonlijk doormaakte: ook de kleine mensen kennen tragiek,
niet enkel de aristocraten. Dit stuk maakte hem beroemd, maar volstond niet om hem een financieel zeker bestaan te garanderen. Arm als een bedelaar ging hij in 1845 naar Wenen, waar hij in het Burgtheater de actrice Christine Enghaus ontmoette. In 1846 huwde hij met haar, en van toen af aan was hij in staat een burgerlijk, welgesteld leven te leiden. Hij maakte gedurende zijn latere leven vele reizen met zijn vrouw en schreef het merendeel van zijn toneelstukken, alhoewel hij ook een aantal gedichten maakte van een wisselende kwaliteit (Ich und Du is een van zijn bekendste gedichten), en een epos, Mutter und Kind. Hebbel had zich op behoorlijk brutale wijze van Elise Lensing gedistantieerd, wat niet wegnam dat deze een goede vriendin van zijn vrouw werd.

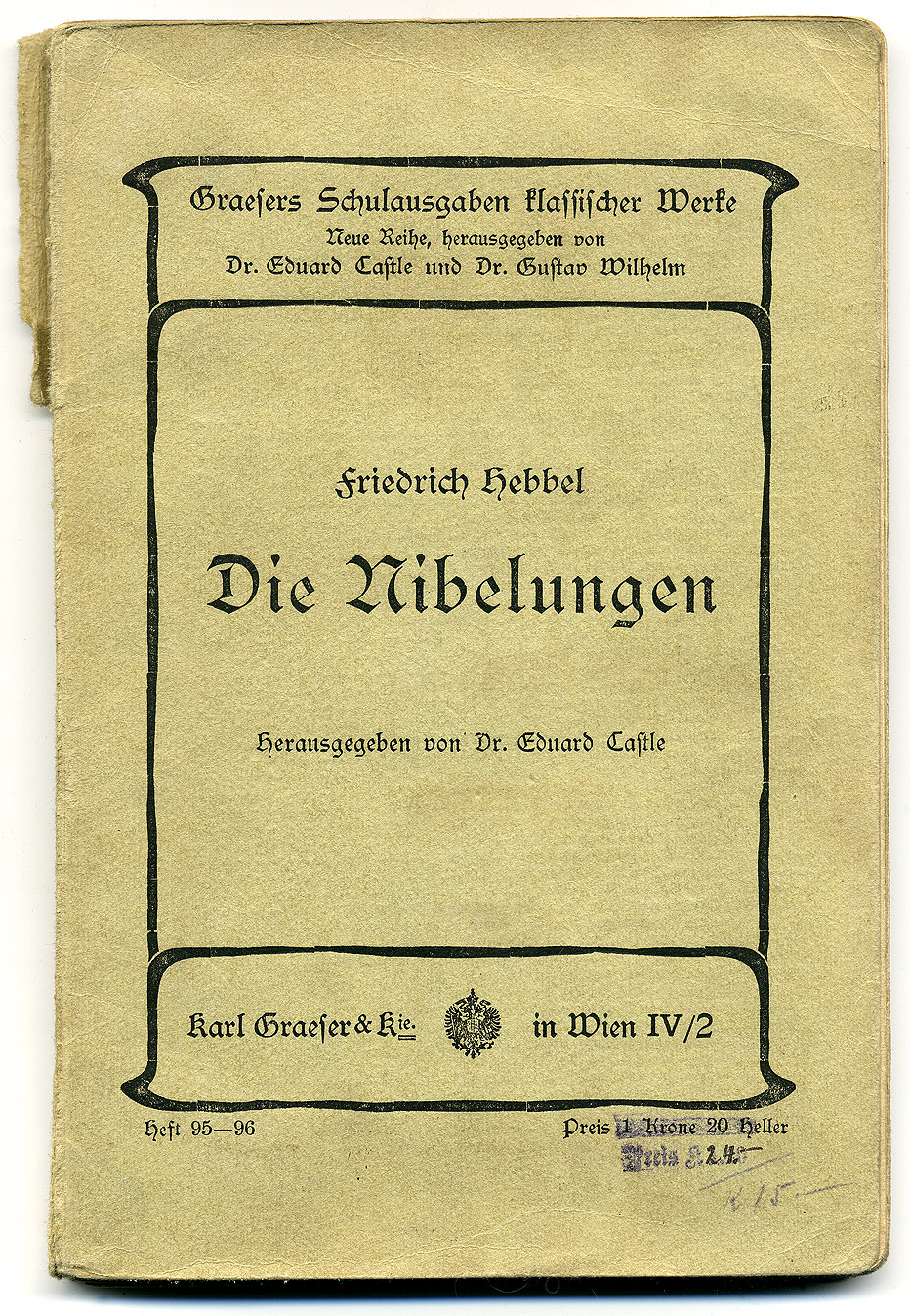
Omslag van Hebbels Die Nibelungen

Zijn latere stukken zijn sociale drama's, al zijn ze gewoonlijk in een historisch decor geplaatst. Die Nibelungen, een trilogie die ongeveer gelijktijdig met die van Wagner ontstond, was een reusachtig succes in Weimar. Hebbel ontving de Schillerpreis. Hij kreeg in het Burgtheater concurrentie van Heinrich Laube, maar
desalniettemin bleven zijn stukken populair. Hij stierf, kort vóór de voltooiing van Demetrius, als een gevierd en gerespecteerd toneelauteur.

## Invloed
Het werk van Hebbel is hoogst persoonlijk, niet enkel omdat hij autodidact was, maar eveneens omdat hij zeer egocentrisch was: hij hield zich afzijdig van het Junges Deutschland en van de liberale revolutie van 1848, en bestudeerde de dialectiek van Hegel; de poging een synthese te vinden is wat het leven zin geeft. De ervaringen uit zijn jeugd hadden hem geleerd dat er een grote tegenstrijdigheid bestaat tussen het innerlijke van de mens en de realiteit van de wereld. In zijn traktaat Mein Wort über das Drama eist hij het recht op, alles in een toneelstuk vanuit hemzelf te schrijven, zonder zich aan historische stof te houden; elk offer is gerechtvaardigd, aldus Hebbel, behalve het leven zelf, mocht dat toevallig een doel hebben. Enkel hijzelf is de maatstaf voor zijn kunstige creatie. Als prozaïst was Hebbel magertjes; zijn novellen zijn oefeningen in het lugubere en de zwarte humor, zonder veel geloofwaardigheid. Dit probleem speelde hem ook soms in zijn lyriek
en toneel parten: hij hechtte zodanig veel belang aan de complexe psychologische structuur dat de geloofwaardigheid van de karaktertekening in het gedrang kwam, en taalexperimenten droegen hiertoe bij. Hebbels grote sterkte lag in zijn toneelwerk; hij was ook de eerste die het
werk van Heinrich von Kleist onder de aandacht bracht.
Hebbel hield vanaf zijn tweeëntwintigste dagboeken bij, die een goed inzicht in zijn geest (en dus ook in de ideeën achter zijn werk) verschaffen: hij was een eigenzinnig man, met sterke ambities, niet wars van enige grootheidswaan, die een heftig en bevlogen karakter had en de mensen gemakkelijk trotseerde. Uiteindelijk heeft hij ook gekregen wat hij wilde: Friedrich Hebbel geldt in de literatuurkritiek als de enige toneelschrijver van betekenis uit de Realistische periode. Enkel bij hem vindt men psychologisch adequate voorstellingen van personages, met hun eigen rancunes en emotionele uitbarstingen. Zijn nadruk op heroïek oefende een zekere aantrekkingskracht op het nationaalsocialistische regime uit, ofschoon Hebbel zich nooit met nationalistische ideologieën heeft beziggehouden.
Sommige werken van Hebbel zijn door verschillende componisten gebruikt in hun muziek. Het gedicht Requiem is getoonzet door Peter Cornelius en door Max Reger in Hebbel Requiem. De opera Genoveva van Robert Schumann is gebaseerd op het gelijknamige toneelstuk. Samuel de Lange voltooide in 1872 een bijzondere compositie voor sopraan, strijkkwartet en harp met teksten uit Ein frühes Liebesleben.

## Werken
- 1840 Judith
- 1841 Der Diamant
- 1843 Genoveva
- 1843 Mein Wort über das Drama (verhandeling)
- 1844 Maria Magdalene
- 1849 Herodes und Mariamne
- 1852 Agnes Bernauer
- 1853 Erzählungen und Novellen (proza)
- 1854 Gyges und sein Ring
- 1861 Die Nibelungen
- 1863 Demetrius (onvoltooid)

- Bibsys: 90059362
- Biblioteca Nacional de Chile: 000041540
- Biblioteca Nacional de España: XX966264
- Bibliothèque nationale de France: cb12028397t (data)
- Catàleg d'autoritats de noms i títols de Catalunya: 981058528921206706
- CiNii: DA01122692
- Digitale Bibliotheek voor de Nederlandse Letteren: hebb001
- Gemeinsame Normdatei: 118547445
- International Standard Name Identifier: 0000 0001 1592 9662
- Library of Congress Control Number: n50025657
- Nationale Bibliotheek van Letland: 000148318
- MusicBrainz: 54c15f0e-5d24-46df-a8b4-093afc57c832
- Bibliotheek van het Japanse parlement: 00442832
- Nationale Bibliotheek van Tsjechië: mzk2003181443
- Nationale bibliotheek van Australië: 35183376
- Nationale Bibliotheek van Israël: 987007262442605171
- Nationale Bibliotheek van Polen: a0000001183204
- Nationale en Universitaire bibliotheek Zagreb: 000093738
- Nederlandse Thesaurus van Auteursnamen: 069552959
- Réseau des bibliothèques de Suisse occidentale: 02-A003356646
- Istituto Centrale per il Catalogo Unico: CFIV025222
- LIBRIS: 241437
- SNAC: w6cr6596
- Système universitaire de documentation: 028451503
- Trove: 855503
- Virtual International Authority File: 9861617
- WorldCat: E39PBJrGyYVyBJt8MBKpq3bTpP